# Foday N. M. Drammeh
Foday N. M. Drammeh (* in Pirai Tenda) ist ein gambischer Politiker.

## Leben
| Parlamentswahl | Stimmen | Stimmanteil |
| -------------- | ------- | ----------- |
| 2017           | 5.005   | 62,64 %     |

Foday N. M. Drammeh besuchte erst in seinem Geburtsort Pirai Tenda die Grundschule wechselte in den 2000ern nach Fajikunda in der Gemeinde Kanifing und besuchte dort weiter die Grundschule. Anschließend besuchte er die Muslim Senior Secondary School und erwarb 2010 auf dem Gambia College das High Teachers’ Certificate (HTC). Aufgrund familiärer Umstände konnte er das College nicht abschließen und ging in die Upper River Region zu seinem Vater zurück. Dort betätigte er sich bei der gemeinnützigen Organisation Tumana Agency for Development (TAD). In der Zeit von 2013 bis 2016 arbeitete Drammeh bei der TAD als leitender Landwirt und Umweltmitarbeiter.
Drammeh trat bei der Wahl zum Parlament 2017 als Kandidat der United Democratic Party (UDP) im Wahlkreis Tumana in der Basse Administrative Area an. Mit 62,64 % konnte er den Wahlkreis vor Sulayman Baldeh (GDC) für sich gewinnen.
Bei den Parlamentswahlen 2022 trat Drammeh erneut im Wahlkreis Tumana an und verlor mit 2229 Stimmen (25,36 %) gegen den NPP-Kandidaten Nfally M. Kora (* 1986), der 6559 Stimmen (74,64 %) erhielt.